# University of Chicago Library
Die University of Chicago Library ist die Universitätsbibliothek der University of Chicago, auf deren Campus sie sich auch befindet. Mit knapp 10 Millionen Bänden war sie im Jahr 2010 eine der größten Bibliotheken der USA.
Die Bestände der University of Chicago Library sind auf sechs verschiedene Standorte aufgeteilt:
- Joseph Regenstein Library ⦁
- John Crerar Library ⦁
- D’Angelo Law Library ⦁
- Joe and Rika Mansueto Library ⦁
- Eckhart Library ⦁
- School of Social Service Administration Library ⦁

Gegründet wurde die Bibliothek vom ehemaligen Präsidenten der Universität William Rainey Harper.